# Campionato bielorusso di football americano 2020
Il campionato bielorusso di football americano 2020 è la 3ª edizione del campionato di football americano di primo livello, organizzato dalla BFAF.
Poco prima della prima giornata il torneo è stato rinviato a data da destinarsi e non è stato più disputato.

## Squadre partecipanti
| Club              | Città  | Stadio | Sponsor ufficiale | Risultato nella stagione 2019 |
| ----------------- | ------ | ------ | ----------------- | ----------------------------- |
| Grodno Barbarians | Hrodna |        |                   |                               |
| Minsk Hurricanes  | Minsk  |        |                   |                               |
| Minsk Moose       | Minsk  |        |                   |                               |
| Minsk Pagans      | Minsk  |        |                   |                               |

## Stagione regolare

### Calendario

#### 1ª giornata
| Minsk 5 aprile 2020 | Minsk Moose | – | Minsk Pagans | Baza Otdycha Ratomka |

| Minsk 5 aprile 2020 | Minsk Hurricanes | – | Grodno Barbarians | Baza Otdycha Ratomka |

#### 2ª giornata
| Hrodna 18 aprile 2020 | Minsk Hurricanes | – | Minsk Moose |  |

| Hrodna 18 aprile 2020 | Grodno Barbarians | – | Minsk Pagans |  |

#### 3ª giornata
| Minsk 1º maggio 2020 | Minsk Pagans | – | Minsk Hurricanes |  |

| Minsk 1º maggio 2020 | Minsk Moose | – | Grodno Barbarians |  |

### Classifica
La classifica della regular season è la seguente.
- PCT = percentuale di vittorie, G = partite giocate, V = partite vinte,  P = partite perse, PF = punti fatti, PS = punti subiti

| Pos. | Squadra           | PCT  | G | V | N | P | PF | PS |
| ---- | ----------------- | ---- | - | - | - | - | -- | -- |
| 1    | Grodno Barbarians | .000 | 0 | 0 | 0 | 0 | 0  | 0  |
| 2    | Minsk Hurricanes  | .000 | 0 | 0 | 0 | 0 | 0  | 0  |
| 3    | Minsk Moose       | .000 | 0 | 0 | 0 | 0 | 0  | 0  |
| 4    | Minsk Pagans      | .000 | 0 | 0 | 0 | 0 | 0  | 0  |

## Playoff

### Tabellone
|  | Semifinali | Semifinali | Semifinali |  |  | Finale | Finale | Finale |  |
|  |            |            |            |  |  |        |        |        |  |
|  | 1          | TBD        |            |  |  |        |        |        |  |
|  | 1          | TBD        |            |  |  |        |        |        |  |
|  | 4          | TBD        |            |  |  |        |        |        |  |
|  | 4          | TBD        | TBD        |  |  |        |        |        |  |
|  |            |            |            |  |  |        |        |        |  |
|  |            |            | TBD        |  |  |        |        |        |  |
|  | 2          | TBD        |            |  |  |        |        |        |  |
|  | 2          | TBD        |            |  |  |        |        |        |  |
|  | 3          | TBD        |            |  |  |        |        |        |  |

### Semifinali
| 23 maggio 2020 | TBD | – | TBD |  |

| 23 maggio 2020 | TBD | – | TBD |  |

### III Finale
| 6 giugno 2020 | TBD | – | TBD |  |